# Capnia badakhshanica
Capnia badakhshanica är en bäcksländeart som beskrevs av Zhiltzova 1974. Capnia badakhshanica ingår i släktet Capnia och familjen småbäcksländor. Inga underarter finns listade i Catalogue of Life.